# Hambach (Moselle)
Hambach ist eine französische Gemeinde mit 2787 Einwohnern (Stand 1. Januar 2022) im Département Moselle in der Region Grand Est (bis 2015 Lothringen). Sie gehört zum Arrondissement Sarreguemines.

## Geografie
Hambach grenzt im Norden an die Stadt Saargemünd und im Osten an das Département Bas-Rhin (Europäische Gebietskörperschaft Elsass). Der Ort liegt auf einer Höhe zwischen 213 und 281 m über dem Meeresspiegel. Das Gemeindegebiet umfasst 17,49 km². Zur Gemeinde gehören die Weiler Neuhof und Roth.

## Bevölkerungsentwicklung
| Jahr      | 1962 | 1968 | 1975 | 1982 | 1990 | 1999 | 2007 | 2015 | 2019 | 2021 |
| Einwohner | 2071 | 1887 | 2002 | 2135 | 2152 | 2501 | 2695 | 2782 | 2875 | 2831 |

## Sehenswürdigkeiten
- Kirche Sant-Hubert
- Kirche Saint-Guy im Ortsteil Roth

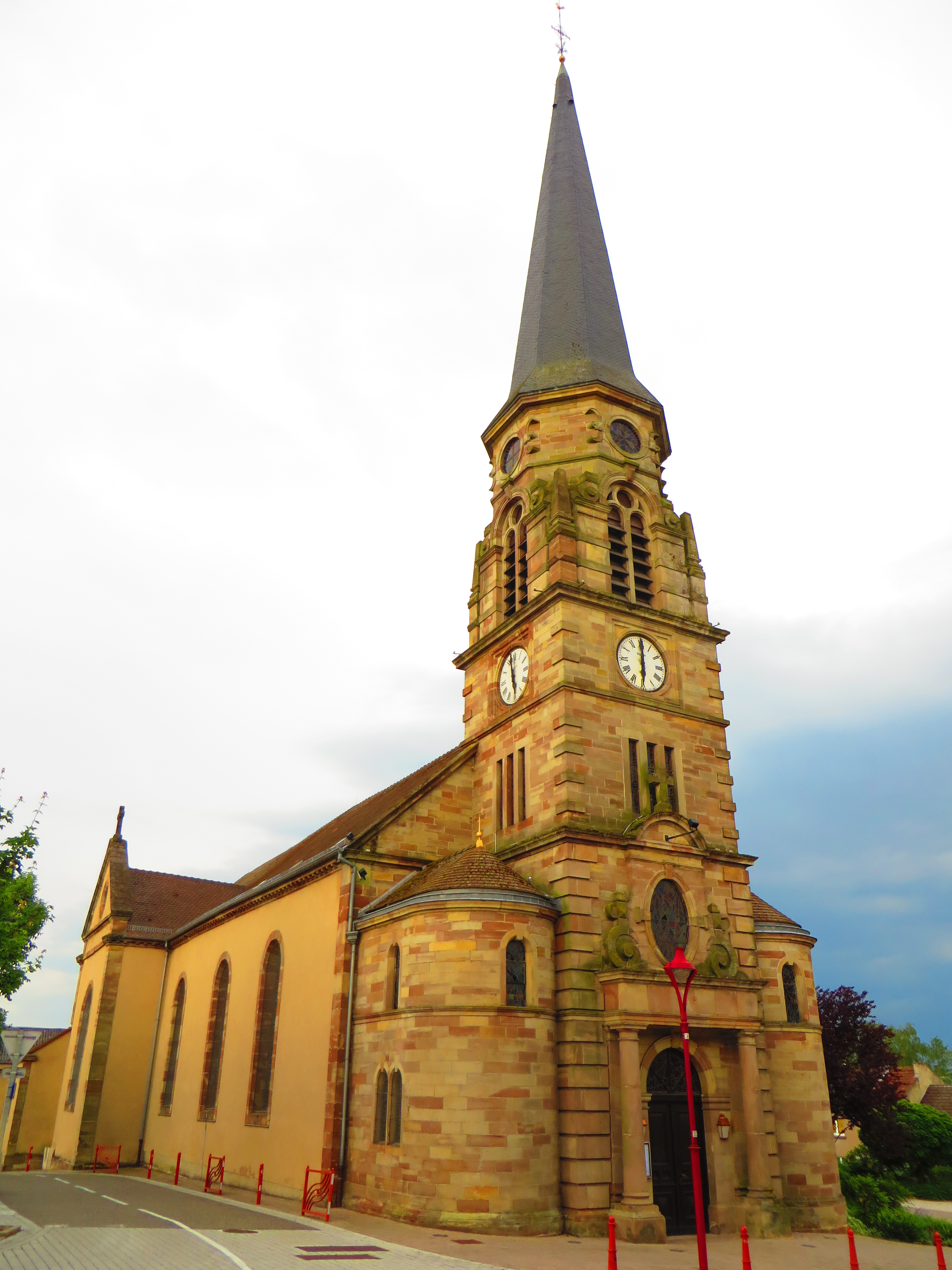
Kirche Saint-Hubert
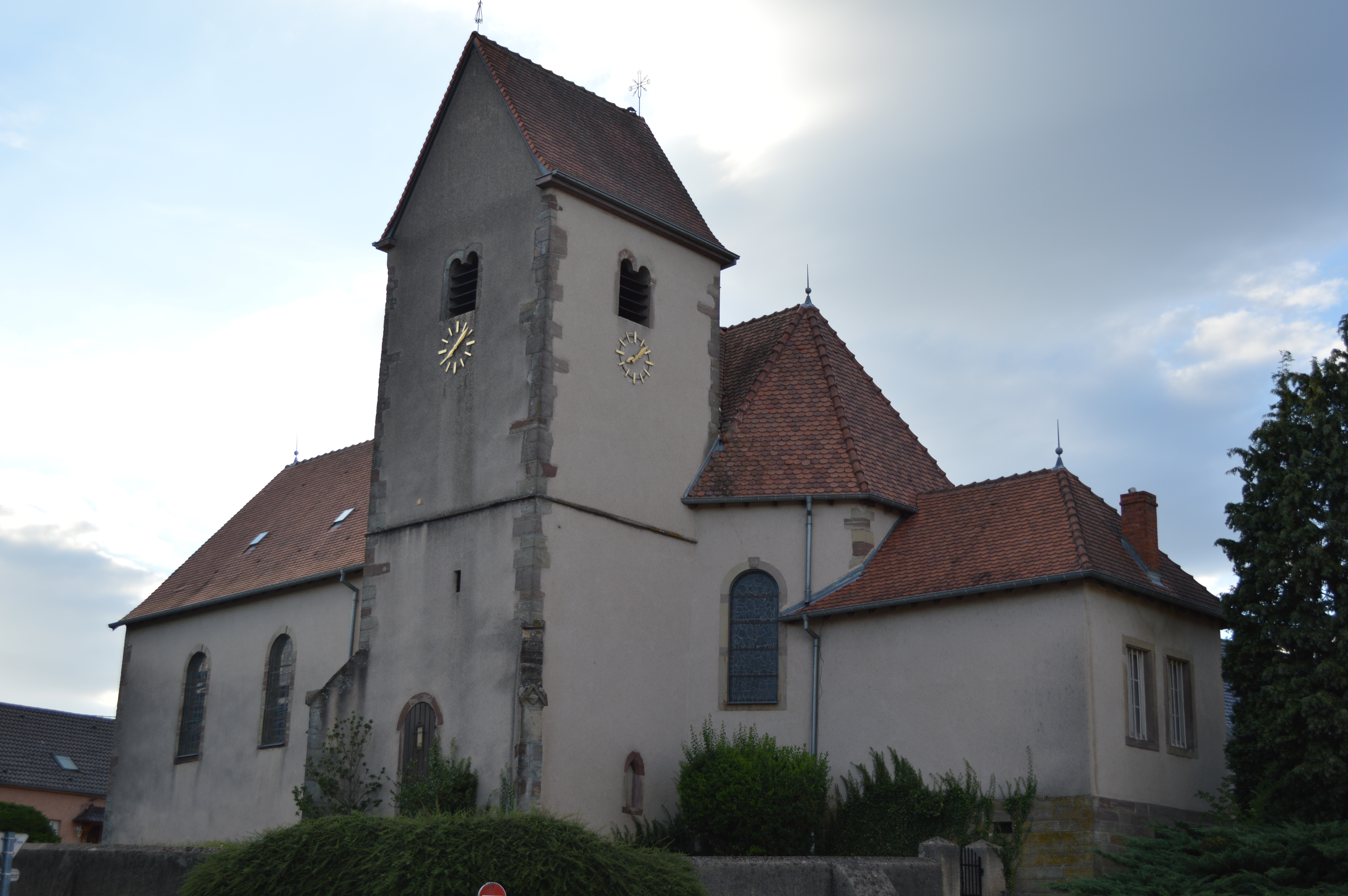
Kirche Saint-Guy im Ortsteil Roth

## Wirtschaft und Infrastruktur
Bekannt ist Hambach als Sitz einer Produktionsstätte von smart, der Smartville Hambach. Dort wird (Stand September 2024) der Ineos Grenadier hergestellt nach dem Produktionsende des Smart Fortwo.
Überregionale Bekanntheit erreicht Hambach auch durch das jährliche, am ersten Sonntag im September stattfindende Festival für ältere Fahrzeuge, bei dem bis zu 600 Oldtimer ausgestellt werden.
Der Bahnhof Hambach lag an der Bahnstrecke Berthelming–Sarreguemines.